# 小佩列謝皮納
49°23′15″N 34°34′37″E / 49.38750°N 34.57694°E
小佩列謝皮納（烏克蘭語：Мала Перещепина），是烏克蘭中部的村莊，隸屬波爾塔瓦州的波爾塔瓦區。該村面積8.102平方公里，海拔高度86米，2001年人口2,025，人口密度每平方公里249.9人。